# NGC 1573
NGC 1573 (другие обозначения — UGC 3077, MCG 12-5-8, ZWG 328.9, 7ZW 18, PGC 15570) — эллиптическая галактика (E) в созвездии Жираф.
Этот объект входит в число перечисленных в оригинальной редакции «Нового общего каталога».
В галактике вспыхнула сверхновая SN 2010X типа Ic, её пиковая видимая звездная величина составила 16,7.
Галактика NGC 1573 входит в состав группы галактик NGC 1573. Помимо NGC 1573 в группу также входят ещё 11 галактик.